# Медведев, Борис Александрович
Борис Медведев (род. 09.08.1991, Нерюнгри, республика Саха, Россия) — российский боец смешанных единоборств, выступающий в средней весовой категории. Мастер спорта по боксу, кандидат в мастера спорта по рукопашному бою. Профессиональный спортсмен команды «Архангел Михаил», выступает в лиге RCC.

## Биография
Родился в городе Нерюнгри. Бориса, его старшего брата и младшую сестру воспитывали бабушка и дедушка Лилия Ивановна и Борис Петрович Тарасовы. Чтобы прокормить семью, дедушка работал сторожем и таксистом, бабушка на вахте в музыкальной школе, мыла офисные помещения и работала в магазине. 
В 1998 году пошел в Школу N24 города Нерюнгри. В 2009 окончил школу и поступил в дальневосточную государственную Академию физической культуры и спорта, город Хабаровск. В 2015 году окончил её.
С 10 лет пришел в секцию бокса, отдал дедушка. Первый тренер Майоров Юрий Владимирович. Тренировался там с 2000—2009. Выиграл Россию по юношам в 2006 году (бокс), призер России по молодежи в 2008 году (бокс), неоднократный победитель Дальнего Востока и республики Саха (Якутия). Неоднократный победитель турниров класса А. 
Когда начал тренироваться боксом, занимался в старых советских перчатках, набитых конским волосом. Вместо боксерской формы была баскетбольная. 
После школы пытался поступить на строительный факультет Дальневосточного государственного университета путей сообщения Хабаровска, но не прошел по баллам — до бюджета не хватило пять баллов. В итоге, Борис поступил в института физкультуры по специальности тренер. В Хабаровске его пригласили в команду "Роснефти", но Борис отказался и остался со своим тренером и через четыре года бросил бокс. 
После окончания института переехал в Санкт-Петербург к старшему брату, работал на таможне. В 2021 году переехал в Екатеринбург ради развития спортивной карьеры.
Вместе с супругой увлечен медитацией, ради чего просыпается в 5 утра.

## Профессиональная карьера
На профессиональном уровне дебютировал в 2018 году под эгидой M-1 Global, отправив соперника в нокаут хайкиком.
В 2021 году Борис получил приглашение стать бойцом профессиональной команды «Архангел Михаил», которая базируется в Екатеринбурге. В этом же году после сенсационной победы над Ильясом Хамзиным подписал контракт с лигой смешанных единоборств RCC, где он выступает до сих пор.
В 2023 году отправил в нокаут бывшего соперника Хабиба Нурмагомедова Глейсона Тибау из Бразилии. Сразу после поединка стало известно, что Борис Медведев находится в переговорах с UFC.

## Личные достижения
В августе 2023 года поднялся на Эльбрус

## Статистика профессиональных боев
| Результат | Рекорд | Соперник      | Способ | Турнир | Дата         | Раунд | Время | Место                         | Примечание |
| --------- | ------ | ------------- | ------ | ------ | ------------ | ----- | ----- | ----------------------------- | ---------- |
| Победа    | 17-2   | Глейсон Тибау | Нокаут | RCC 16 | 28 июля 2023 | 1     | 4:54  | Тюмень, Россия, СК Центральый |            |